# Labo (Camarines Norte)
Labo ist eine philippinische Stadtgemeinde in der Provinz Camarines Norte, in der Verwaltungsregion V, Bicol. Sie hat 101.082 Einwohner (Zensus 1. August 2015), die in 52 Barangays lebten. Sie wird als Gemeinde der ersten Einkommensklasse auf den Philippinen eingestuft. Das Gemeindezentrum liegt ca. 30 km westlich der Provinzhauptstadt Daet und ist über den Maharlika Highway von dort aus erreichbar. Ihre Nachbargemeinden sind Santa Elena im Westen, Capalonga im Nordwesten, Jose Panganiban und Paracale im Norden, San Vicente im Osten und Vinzons im Nordosten. Der 1.544 Meter hohe aktive Vulkan Labo liegt im Südosten der Gemeinde. Auf dem Gemeindegebiet liegen Teile des Naturschutzgebietes Abasig-Matogdon Mananap Natural Biotic Area.  

## Baranggays
| - Anameam - Awitan - Baay - Bagacay - Bagong Silang I - Bagong Silang II - Bakiad - Bautista - Bayabas - Bayan-bayan - Benit - Anahaw (Pob.) - Gumamela (Pob.) - San Francisco (Pob.) - Kalamunding (Pob.) - Bulhao - Cabatuhan - Cabusay | - Calabasa - Canapawan - Daguit - Dalas - Dumagmang - Exciban - Fundado - Guinacutan - Guisican - Iberica - Lugui - Mabilo I - Mabilo II - Macogon - Mahawan-hawan - Malangcao-Basud - Malasugui | - Malatap - Malaya - Malibago - Maot - Masalong - Matanlang - Napaod - Pag-Asa - Pangpang - Pinya (Pob./Punong barangay Minnie c Londres) - San Antonio - Santa Cruz - Bagong Silang III (Silang) - Submakin - Talobatib - Tigbinan - Tulay Na Lupa |